# Капернаум (фільм)
«Каперна́ум» (араб. كفرناحوم, латиніз. Cafarnaúm) — лівансько-французький драматичний фільм 2018 року, поставлений режисеркою Надін Лабакі. Світова прем'єра стрічки відбулася 17 травня 2018 року на 71-му Каннському міжнародному кінофестивалі, де вона брала участь в основній конкурсній програмі та здобула Приз журі фестивалю.
У вересні 2018 року фільм було висунуто від Лівану претендентом на 91-шу премію «Оскар» Американської кіноакадемії в номінації за найкращий фільм іноземною мовою. У грудні 2018 року стрічка увійшла до короткого списку та в січні 2019 року була номінована на цю нагороду. На 1 березня 2024 року фільм займав 90-ту позицію у списку 250 кращих фільмів за версією IMDb.

## Сюжет
У основі сюжету фільму — історія 12-річного хлопчика, який здійснює безпрецедентний вчинок — подає до суду на свою сім'ю, звинувачуючи їх у жорстокому поводженні.

## У ролях
| • Надін Лабакі    | … | Надін  |
| • Йорданос Шифера | … | Рахіль |
| • Фаді Юссеф      | … | Селім  |
| • Седра Ізам      | … | Сахар  |

## Знімальна група
- Автори сценарію — Надін Лабакі, Джихад Ходжейлі
- Режисер-постановник — Надін Лабакі
- Продюсери — Мішель Меркт, Халед Музаннар
- Виконавчі продюсери — Кендіс Абела, Джослін Барнс, Джейсон Кліот, Фоад Мікаті
- Асоційований продюсер — Анн-Домінік Туссен
- Оператор — Крістофер Аун
- Композитор — Халед Музаннар
- Монтаж — Костянтин Бок
- Художник-постановник — Хуссейн Байдун
- Артдиректор — Хуссейн Байдун

## Нагороди та номінації
| Список нагород та номінацій         | Список нагород та номінацій | Список нагород та номінацій     | Список нагород та номінацій | Список нагород та номінацій | Список нагород та номінацій |
| Кінофестиваль/Кінопремія            | Рік                         | Категорія                       | Номінант(и)                 | Результат                   | Дж                          |
| ----------------------------------- | --------------------------- | ------------------------------- | --------------------------- | --------------------------- | --------------------------- |
| Каннський кінофестиваль             | травень 2018                | Золота пальмова гілка           | Капернаум                   | Номінація                   | [ 2 ]                       |
| Каннський кінофестиваль             | травень 2018                | Приз журі                       | Капернаум                   | Перемога                    | [ 4 ]                       |
| Каннський кінофестиваль             | травень 2018                | Приз екуменічного журі          | Капернаум                   | Перемога                    | [ 4 ]                       |
| Міжнародний кінофестиваль у Торонто | 2018                        | Приз «Народний вибір»           | Капернаум                   | Номінація                   | [ 11 ]                      |
| Премія «Золотий глобус»             | 6.01.2019                   | Найкращий фільм іноземною мовою | Капернаум                   | Номінація                   |                             |
| Премія «Люм'єр»                     | 04.02.2019                  | Найкращий франкомовний фільм    | Капернаум                   | Номінація                   | [ 12 ]                      |
| Премія БАФТА                        | 10.02.2019                  | Найкращий неангломовний фільм   | Капернаум                   | Номінація                   |                             |
| Премія «Кришталевий глобус»         | 5.02.2019                   | Найкращий іноземний фільм       | Капернаум                   | Номінація                   | [ 13 ]                      |
| Премія «Сезар»                      | 22.02.2019                  | Найкращий фільм іноземною мовою | Капернаум                   | Номінація                   | [ 14 ]                      |
| Премія «Оскар»                      | 24.02.2019                  | Найкращий фільм іноземною мовою | Капернаум                   | Номінація                   |                             |